# Segunda División de Gibraltar 2015-16
La Gibraltar Second Division 2015/16 fue la 100 edición del torneo futbolístico de segundo nivel en Gibraltar organizado y regulado por la Asociación de Fútbol de Gibraltar. En esta edición participaron 12 clubes debido a que la temporada pasada no hubo descensos de la Premier League 2014/15.
la temporada empezó el 21 de septiembre de 2015 y terminó el 28 de mayo de 2016. 
El torneo se jugó con formato todos contra todos a dos vueltas en 22 fechas; el campeón ascendió de manera directa a la Premier League Gibraltareña 2016/17, mientras que el segundo clasificado jugó el Play-Off de Ascenso contra el noveno de la Premier League Gibraltareña 2015/16.
Cabe resaltar que los participantes del torneo jugaron la Secod Division Cup 2016. 
Todos los partidos se jugaron en el Estadio Victoria.

## Equipos

### Ascensos y descensos
| Pos. | Ascendidos de la Segunda División 2014-15 a la Premier League 2015-16 |
| ---- | --------------------------------------------------------------------- |
| 1.º  | Gibraltar United                                                      |
| 2.º  | Angels FC                                                             |

| Pos.    | Descendidos de la Premier League 2014-15 a la Segunda División 2015-16 |
| ------- | ---------------------------------------------------------------------- |
| No hubo |                                                                        |

### Distribución geográfica
| \| Club \| Posición Anterior 2014/15 \| \| ----------------- \| ------------------------- \| \| Boca Juniors \| 10° \| \| Cannons FC \| 14° \| \| Pegasus FC \| 12° \| \| Europa Point FC \| 3° \| \| Gibraltar Phoenix \| 4° \| \| FC Hound Dogs \| 11° \| \| FC Magpies \| 9° \| \| Olympique 13 \| 7° \| \| Leo Parilla FC \| 13° \| \| Mons Calpe SC \| 8° \| \| Red Imps \| 6° \| \| College 75 * \| -- \| - * Gibraltar Scorpions Football Club se retiró para dedicarse de lleno al Fútbol Sala; en su lugar fue admitido el College 1975 F.C. | Estadio Victoria Localización de los equipos de la Premier League Gibraltareña 2015/16 |
| Club | Posición Anterior 2014/15                                                              |
| Boca Juniors | 10°                                                                                    |
| Cannons FC | 14°                                                                                    |
| Pegasus FC | 12°                                                                                    |
| Europa Point FC | 3°                                                                                     |
| Gibraltar Phoenix | 4°                                                                                     |
| FC Hound Dogs | 11°                                                                                    |
| FC Magpies | 9°                                                                                     |
| Olympique 13 | 7°                                                                                     |
| Leo Parilla FC | 13°                                                                                    |
| Mons Calpe SC | 8°                                                                                     |
| Red Imps | 6°                                                                                     |
| College 75 * | --                                                                                     |

## Tabla de posiciones
Actualizado el  27 de diciembre de 2015.
|  | Pos. | Equipo            | PJ | V  | E | D  | GF | GC  | DG  | Pts. |
|  | ---- | ----------------- | -- | -- | - | -- | -- | --- | --- | ---- |
|  | 1º   | Europa Point FC   | 22 | 17 | 5 | 0  | 76 | 19  | +57 | 56   |
|  | 2º   | Mons Calpe SC     | 22 | 17 | 2 | 3  | 82 | 12  | +70 | 53   |
|  | 3º   | Gibraltar Phoenix | 22 | 14 | 5 | 3  | 67 | 17  | +50 | 47   |
|  | 4º   | FC Magpies        | 22 | 14 | 2 | 6  | 54 | 24  | +30 | 44   |
|  | 5º   | Olympique 13      | 22 | 12 | 2 | 8  | 38 | 42  | −4  | 38   |
|  | 6º   | Red Imps          | 22 | 11 | 1 | 10 | 45 | 37  | +8  | 34   |
|  | 7º   | Leo Parilla FC    | 22 | 10 | 3 | 9  | 44 | 35  | +9  | 33   |
|  | 8º   | Boca Juniors      | 22 | 6  | 2 | 14 | 30 | 55  | −25 | 20   |
|  | 9º   | Pegasus           | 22 | 6  | 2 | 14 | 24 | 54  | −30 | 20   |
|  | 10º  | F.C. Hound Dogs   | 22 | 5  | 3 | 14 | 21 | 54  | −33 | 18   |
|  | 11º  | Cannons FC        | 22 | 4  | 1 | 17 | 26 | 60  | −34 | 13   |
|  | 12º  | College 75        | 22 | 2  | 0 | 20 | 23 | 114 | −91 | 6    |

|  | Campeón y Ascendido a la Premier League 2016-17 |
|  | Play-Off de Ascenso                             |

### Evolución de la clasificación
| Jornada / Equipo  | 1  | 2  | 3  | 4  | 5  | 6  | 7  | 8  | 9  | 10 | 11 | 12 | 13 | 14 | 15 | 16 | 17 | 18 | 19 | 20 | 21 | 22 |
| Jornada / Equipo  |    |    |    |    |    |    |    |    |    |    |    |    |    |    |    |    |    |    |    |    |    |    |
| ----------------- | -- | -- | -- | -- | -- | -- | -- | -- | -- | -- | -- | -- | -- | -- | -- | -- | -- | -- | -- | -- | -- | -- |
| Europa Point FC   | 4  | 2  | 2  | 2  | 2  | 2  | 2  | 2  | 2  | 2  | 1  | 2  | 1  | 1  | 1  | 1  | 2  | 2  | 2  | 2  | 1  | 1  |
| Mons Calpe SC     | 7  | 3  | 5  | 6  | 5  | 3  | 4  | 5  | 5  | 3  | 2  | 1  | 2  | 2  | 2  | 2  | 1  | 1  | 1  | 1  | 2  | 2  |
| Gibraltar Phoenix | 6  | 4  | 6  | 5  | 4  | 6  | 3  | 3  | 3  | 4  | 4  | 4  | 4  | 3  | 3  | 3  | 4  | 4  | 4  | 4  | 3  | 3  |
| FC Magpies        | 8  | 7  | 3  | 4  | 6  | 4  | 5  | 4  | 4  | 5  | 5  | 5  | 5  | 5  | 5  | 4  | 3  | 3  | 3  | 3  | 4  | 4  |
| Olympique 13      | 3  | 8  | 4  | 3  | 3  | 5  | 6  | 6  | 6  | 6  | 6  | 6  | 6  | 7  | 7  | 6  | 7  | 6  | 6  | 6  | 5  | 5  |
| Red Imps          | 11 | 11 | 9  | 9  | 9  | 8  | 8  | 8  | 7  | 7  | 7  | 7  | 7  | 6  | 6  | 7  | 6  | 7  | 7  | 7  | 7  | 6  |
| Leo Parilla FC    | 1  | 1  | 1  | 1  | 1  | 1  | 1  | 1  | 1  | 1  | 3  | 3  | 3  | 4  | 4  | 5  | 5  | 5  | 5  | 5  | 6  | 7  |
| Boca Juniors      | 2  | 5  | 7  | 7  | 7  | 9  | 9  | 10 | 10 | 10 | 11 | 11 | 9  | 8  | 9  | 9  | 9  | 10 | 10 | 10 | 9  | 8  |
| Pegasus FC        | 9  | 9  | 10 | 10 | 11 | 11 | 10 | 11 | 11 | 11 | 10 | 10 | 8  | 9  | 8  | 8  | 8  | 9  | 9  | 8  | 8  | 9  |
| FC Hound Dogs     | 5  | 6  | 8  | 8  | 8  | 7  | 7  | 7  | 9  | 9  | 9  | 9  | 10 | 10 | 10 | 11 | 10 | 8  | 8  | 9  | 10 | 10 |
| Cannons FC        | 10 | 10 | 11 | 11 | 10 | 10 | 11 | 9  | 8  | 8  | 8  | 8  | 11 | 11 | 11 | 10 | 11 | 11 | 11 | 11 | 11 | 11 |
| College 75        | 12 | 12 | 12 | 12 | 12 | 12 | 12 | 12 | 12 | 12 | 12 | 12 | 12 | 12 | 12 | 12 | 12 | 12 | 12 | 12 | 12 | 12 |

### Resultados[2]
| Local/Visita      | Bjr | Can | Col  | Eur | Hou | Mag | Pho | Leo  | Mon  | Oly | Peg | Red |
| Boca Juniors      |     | 2-0 | 2-3  | 0-3 | 4-0 | 1-1 | 1-2 | 2-1  | 0-5  | 2-4 | 0-2 | 0-7 |
| Cannons FC        | 2-4 |     | 3-1  | 1-4 | 2-4 | 0-4 | 0-6 | 0-3  | 0-4  | 1-2 | 1-2 | 2-0 |
| College 75        | 4-3 | 0-3 |      | 1-5 | 0-3 | 1-6 | 0-7 | 1-15 | 0-10 | 3-5 | 1-5 | 0-8 |
| Europa Point FC   | 4-1 | 0-0 | 10-1 |     | 4-0 | 3-0 | 2-2 | 5-1  | 0-0  | 2-0 | 8-0 | 2-1 |
| FC Hound Dogs     | 1-1 | 3-0 | 2-1  | 3-4 |     | 0-2 | 0-3 | 0-0  | 1-4  | 0-1 | 1-0 | 0-5 |
| FC Magpies        | 2-0 | 2-0 | 4-1  | 3-4 | 4-0 |     | 3-3 | 3-0  | 2-0  | 3-1 | 3-0 | 0-1 |
| Gibraltar Phoenix | 4-0 | 3-0 | 3-0  | 0-0 | 3-1 | 3-0 |     | 3-0  | 0-1  | 5-0 | 2-3 | 4-0 |
| Leo Parilla FC    | 3-0 | 2-1 | 2-1  | 1-1 | 6-0 | 1-5 | 3-2 |      | 0-4  | 0-1 | 0-2 | 1-1 |
| Mons Calpe SC     | 1-0 | 7-0 | 1-0  | 2-5 | 4-0 | 2-0 | 1-1 | 3-0  |      | 6-0 | 6-1 | 1-2 |
| Olympique 13      | 4-1 | 3-2 | 1-0  | 1-4 | 4-1 | 1-3 | 2-2 | 0-1  | 0-3  |     | 1-1 | 2-0 |
| Pegasus           | 1-3 | 0-2 | 3-0  | 0-3 | 0-0 | 0-3 | 0-5 | 0-2  | 0-3  | 2-4 |     | 1-4 |
| Red Imps          | 1-3 | 4-3 | 3-1  | 1-2 | 2-0 | 2-1 | 0-4 | 1-2  | 0-5  | 0-1 | 2-1 |     |

#### Primera vuelta
| FC Hound Dogs | 1-0  | Pegasus FC        | Lunes 21 de septiembre de 2015  | Estadio Victoria |
| Boca Juniors  | 2-0  | Cannons FC        | Lunes 21 de septiembre de 2015  | Estadio Victoria |
| FC Magpies    | 3-4  | Europa Point FC   | Martes 22 de septiembre de 2015 | Estadio Victoria |
| Olympique 13  | 2-0  | Red Imps          | Martes 22 de septiembre de 2015 | Estadio Victoria |
| Mons Calpe SC | 1-1  | Gibraltar Phoenix | Jueves 24 de septiembre de 2015 | Estadio Victoria |
| College 75    | 1-15 | Leo Parilla FC    | Jueves 24 de septiembre de 2015 | Estadio Victoria |

| Cannons FC        | 0-4 | FC Magpies     | Domingo 27 de septiembre de 2015 | Estadio Victoria |
| FC Hound Dogs     | 1-1 | Boca Juniors   | Jueves 1 de octubre de 2015      | Estadio Victoria |
| Gibraltar Phoenix | 3-0 | College 75     | Domungo 4 de octubre de 2015     | Estadio Victoria |
| Red Imps          | 0-5 | Mons Calpe SC  | Lunes 5 de octubre de 2015       | Estadio Victoria |
| Pegasus FC        | 0-2 | Leo Parilla FC | Martes 6 de octubre de 2015      | Estadio Victoria |
| Europa Point FC   | 2-0 | Olympique 13   | Miércoles 7 de octubre de 2015   | Estadio Victoria |

| FC Magpies     | 4-0 | FC Hound Dogs     | Lunes 12 de octubre de 2015  | Estadio Victoria |
| Boca Juniors   | 0-2 | Pegasus FC        | Lunes 12 de octubre de 2015  | Estadio Victoria |
| Olympique 13   | 3-2 | Cannons FC        | Martes 13 de octubre de 2015 | Estadio Victoria |
| Leo Parilla FC | 3-2 | Gibraltar Phoenix | Martes 13 de octubre de 2015 | Estadio Victoria |
| College 75     | 0-8 | Red Imps          | Jueves 15 de octubre de 2015 | Estadio Victoria |
| Mons Calpe SC  | 2-5 | Europa Point FC   | Martes 15 de octubre de 2015 | Estadio Victoria |

| FC Hound Dogs   | 0-1  | Olympique 13      | Domingo 18 de octubre de 2015   | Estadio Victoria |
| Pegasus FC      | 0-5  | Gibraltar Phoenix | Lunes 19 de octubre de 2015     | Estadio Victoria |
| Boca Juniors    | 1-1  | FC Magpies        | Martes 20 de octubre de 2015    | Estadio Victoria |
| Cannons FC      | 0-4  | Mons Calpe SC     | Miércoles 21 de octubre de 2015 | Estadio Victoria |
| Red Imps        | 1-2  | Leo Parilla FC    | Domingo 25 de octubre de 2015   | Estadio Victoria |
| Europa Point FC | 10-1 | College 75        | Domingo 25 de octubre de 2015   | Estadio Victoria |

| Olympique 13      | 4-1 | Boca Juniors    | Martes 27 de octubre de 2015    | Estadio Victoria |
| FC Magpies        | 3-0 | Pegasus FC      | Martes 27 de octubre de 2015    | Estadio Victoria |
| Mons Calpe SC     | 4-0 | FC Hound Dogs   | Miércoles 28 de octubre de 2015 | Estadio Victoria |
| College 75        | 0-3 | Cannons FC      | Miércoles 28 de octubre de 2015 | Estadio Victoria |
| Gibraltar Phoenix | 4-0 | Red Imps        | Domingo 1 de noviembre de 2015  | Estadio Victoria |
| Leo Parilla FC    | 1-1 | Europa Point FC | Domingo 1 de noviembre de 2015  | Estadio Victoria |

| FC Hound Dogs   | 2-1 | College 75        | Miércoles 4 de noviembre de 2015 | Estadio Victoria |
| Boca Juniors    | 0-5 | Mons Calpe SC     | Jueves 5 de noviembre de 2015    | Estadio Victoria |
| FC Magpies      | 3-1 | Olympique 13      | Domingo 8 de noviembre de 2015   | Estadio Victoria |
| Europa Point FC | 2-2 | Gibraltar Phoenix | Lunes 9 de noviembre de 2015     | Estadio Victoria |
| Cannons FC      | 0-3 | Leo Parilla FC    | Martes 10 de noviembre de 2015   | Estadio Victoria |
| Pegasus FC      | 1-4 | Red Imps          | Martes 10 de noviembre de 2015   | Estadio Victoria |

| College 75        | 4-3 | Boca Juniors    | Domingo 15 de noviembre de 2015   | Estadio Victoria |
| Leo Parilla FC    | 6-0 | FC Hound Dogs   | Domingo 15 de noviembre de 2015   | Estadio Victoria |
| Olympique 13      | 1-1 | Pegasus FC      | Martes 17 de noviembre de 2015    | Estadio Victoria |
| Gibraltar Phoenix | 3-0 | Cannons FC      | Miércoles 18 de noviembre de 2015 | Estadio Victoria |
| Red Imps          | 1-2 | Europa Point FC | Jueves 19 de noviembre de 2015    | Estadio Victoria |
| Mons Calpe SC     | 2-0 | FC Magpies      | Domingo 17 de enero de 2016       | Estadio Victoria |

| FC Hound Dogs  | 0-3 | Gibraltar Phoenix | Domingo 22 de noviembre de 2015   | Estadio Victoria |
| Leo Parilla FC | 3-0 | Boca Juniors      | Domingo 22 de noviembre de 2015   | Estadio Victoria |
| Pegasus FC     | 0-3 | Europa Point FC   | Martes 24 de noviembre de 2015    | Estadio Victoria |
| Olympique 13   | 0-3 | Mons Calpe SC     | Miércoles 25 de noviembre de 2015 | Estadio Victoria |
| Cannons FC     | 2-0 | Red Imps          | Domingo 29 de noviembre de 2015   | Estadio Victoria |
| FC Magpies     | 4-1 | College 75        | Domingo 29 de noviembre de 2015   | Estadio Victoria |

| Mons Calpe SC     | 6-1 | Pegasus FC    | Martes 1 de diciembre de 2015  | Estadio Victoria |
| Gibraltar Phoenix | 4-0 | Boca Juniors  | Martes 1 de diciembre de 2015  | Estadio Victoria |
| Leo Parilla FC    | 1-5 | FC Magpies    | Jueves3 de diciembre de 2015   | Estadio Victoria |
| College 75        | 0-1 | Olympique 13  | Domingo 6 de diciembre de 2015 | Estadio Victoria |
| Red Imps          | 2-0 | FC Hound Dogs | Domingo 6 de diciembre de 2015 | Estadio Victoria |
| Europa Point FC   | 0-0 | Cannons FC    | Lunes 7 de diciembre de 2015   | Estadio Victoria |

| FC Magpies    | 3-3  | Gibraltar Phoenix | Miércoles9 de diciembre de 2015 | Estadio Victoria |
| Mons Calpe SC | 10-0 | College 75        | Domingo 13 de diciembre de 2015 | Estadio Victoria |
| Pegasus FC    | 0-2  | Cannons FC        | Domingo 13 de diciembre de 2015 | Estadio Victoria |
| Boca Juniors  | 0-7  | Red Imps          | Lunes 14 de diciembre de 2015   | Estadio Victoria |
| FC Hound Dogs | 3-4  | Europa Point FC   | Martes 15 de diciembre de 2015  | Estadio Victoria |
| Olympique 13  | 0-1  | Leo Parilla FC    | Martes 15 de diciembre de 2015  | Estadio Victoria |

| College 75        | 1-5 | Pegasus FC    | Jueves 17 de diciembre de 2015    | Estadio Victoria |
| Europa Point FC   | 4-1 | Boca Juniors  | Domingo 20 de diciembre de 2015   | Estadio Victoria |
| Gibraltar Phoenix | 5-0 | Olympique 13  | Domingo 20 de diciembre de 2015   | Estadio Victoria |
| Red Imps          | 2-1 | FC Magpies    | Lunes 21 de diciembre de 2015     | Estadio Victoria |
| Leo Parilla FC    | 0-4 | Mons Calpe SC | Miércoles 23 de diciembre de 2015 | Estadio Victoria |
| Cannons FC        | 2-4 | FC Hound Dogs | Lunes 4 de enero de 2016          | Estadio Victoria |

#### Segunda vuelta
| Red Imps          | 0-1 | Olympique 13  | Miércoles 6 de enero de 2016 | Estadio Victoria |
| Europa Point FC   | 3-0 | FC Magpies    | Miércoles 6 de enero de 2016 | Estadio Victoria |
| Pegasus FC        | 0-0 | FC Hound Dogs | Domingo 17 de enero de 2016  | Estadio Victoria |
| Cannons FC        | 2-4 | Boca Juniors  | Lunes 18 de enero de 2016    | Estadio Victoria |
| Leo Parilla FC    | 2-1 | College 75    | Martes 19 de enero de 2016   | Estadio Victoria |
| Gibraltar Phoenix | 0-1 | Mons Calpe SC | Domingo 24 de enero de 2016  | Estadio Victoria |

| Olympique 13   | 1-4 | Europa Point FC   | Domingo 24 de enero de 2016    | Estadio Victoria |
| FC Magpies     | 2-0 | Cannons FC        | Lunes 25 de enero de 2016      | Estadio Victoria |
| Leo Parilla FC | 0-2 | Pegasus FC        | Miércoles 3 de febrero de 2016 | Estadio Victoria |
| Mons Calpe SC  | 1-2 | Red Imps          | Miércoles 3 de febrero de 2016 | Estadio Victoria |
| Boca Juniors   | 4-0 | FC Hound Dogs     | Domingo 7 de febrero de 2016   | Estadio Victoria |
| College 75     | 0-7 | Gibraltar Phoenix | Domingo 7 de febrero de 2016   | Estadio Victoria |

| Cannons FC        | 1-2 | Olympique 13   | Domingo 31 de enero de 2016   | Estadio Victoria |
| Europa Point FC   | 0-0 | Mons Calpe SC  | Martes 9 de febrero de 2016   | Estadio Victoria |
| FC Hound Dogs     | 0-2 | FC Magpies     | Jueves 11 de febrero de 2016  | Estadio Victoria |
| Gibraltar Phoenix | 3-0 | Leo Parilla FC | Domingo 14 de febrero de 2016 | Estadio Victoria |
| Pegasus FC        | 1-3 | Boca Juniors   | Lunes15 de febrero de 2016    | Estadio Victoria |
| Red Imps          | 3-1 | College 75     | Martes 16 de febrero de 2016  | Estadio Victoria |

| Gibraltar Phoenix | 2-3 | Pegasus FC      | Domingo 21 de febrero de 2016 | Estadio Victoria |
| Leo Parilla FC    | 1-1 | Red Imps        | Domingo 21 de febrero de 2016 | Estadio Victoria |
| FC Magpies        | 2-0 | Boca Juniors    | Domingo 28 de febrero de 2016 | Estadio Victoria |
| College 75        | 1-5 | Europa Point FC | Domingo 28 de febrero de 2016 | Estadio Victoria |
| Olympique 13      | 4-1 | FC Hound Dogs   | Lunes 29 de febrero de 2016   | Estadio Victoria |
| Mons Calpe SC     | 7-0 | Cannons FC      | Domingo 6 de marzo de 2016    | Estadio Victoria |

| Europa Point FC | 5-1 | Leo Parilla FC    | Domingo 6 de marzo de 2016  | Estadio Victoria |
| Red Imps        | 0-4 | Gibraltar Phoenix | Martes 8 de marzo de 2016   | Estadio Victoria |
| Pegasus FC      | 0-3 | FC Magpies        | Martes 8 de marzo de 2016   | Estadio Victoria |
| Cannons FC      | 3-1 | College 75        | Jueves10 de marzo de 2016   | Estadio Victoria |
| Boca Juniors    | 2-4 | Olympique 13      | Jueves10 de marzo de 2016   | Estadio Victoria |
| FC Hound Dogs   | 1-4 | Mons Calpe SC     | Domingo 13 de marzo de 2016 | Estadio Victoria |

| Red Imps          | 2-1 | Pegasus FC      | Domingo 13 de marzo de 2016 | Estadio Victoria |
| Mons Calpe SC     | 1-0 | Boca Juniors    | Domingo 20 de marzo de 2016 | Estadio Victoria |
| Olympique 13      | 1-3 | FC Magpies      | Domingo 20 de marzo de 2016 | Estadio Victoria |
| College 75        | 0-3 | FC Hound Dogs   | Lunes 21 de marzo de 2016   | Estadio Victoria |
| Leo Parilla FC    | 2-1 | Cannons FC      | Domingo 3 de abril de 2016  | Estadio Victoria |
| Gibraltar Phoenix | 0-0 | Europa Point FC | Domingo 10 de abril de 2016 | Estadio Victoria |

| Boca Juniors    | 2-3 | College 75        | Domingo 3 de abril de 2016  | Estadio Victoria |
| Pegasus FC      | 2-4 | Olympique 13      | Domingo 10 de abril de 2016 | Estadio Victoria |
| FC Magpies      | 2-0 | Mons Calpe SC     | Lunes 11 de abril de 2016   | Estadio Victoria |
| FC Hound Dogs   | 0-0 | Leo Parilla FC    | Martes 12 de abril de 2016  | Estadio Victoria |
| Cannons FC      | 0-6 | Gibraltar Phoenix | Domingo 17 de abril de 2016 | Estadio Victoria |
| Europa Point FC | 2-1 | Red Imps          | Martes 3 de mayo de 2016    | Estadio Victoria |

| College 75        | 1-6 | FC Magpies     | Lunes 18 de abril de 2016   | Estadio Victoria |
| Europa Point FC   | 8-0 | Pegasus FC     | Jueves 21 de abril de 2016  | Estadio Victoria |
| Mons Calpe SC     | 6-0 | Olympique 13   | Jueves 21 de abril de 2016  | Estadio Victoria |
| Boca Juniors      | 2-1 | Leo Parilla FC | Viernes 22 de abril de 2016 | Estadio Victoria |
| Gibraltar Phoenix | 3-1 | FC Hound Dogs  | Domingo 24 de abril de 2016 | Estadio Victoria |
| Red Imps          | 4-3 | Cannons FC     | Domingo 24 de abril de 2016 | Estadio Victoria |

| Olympique 13  | 5-3 | College 75        | Miércoles 27 de abril de 2016 | Estadio Victoria |
| FC Magpies    | 3-0 | Leo Parilla FC    | Domingo 1 de mayo de 2016     | Estadio Victoria |
| Boca Juniors  | 1-2 | Gibraltar Phoenix | Miércoles 11 de mayo de 2016  | Estadio Victoria |
| Cannons FC    | 1-4 | Europa Point FC   | Jueves 12 de mayo de 2016     | Estadio Victoria |
| Pegasus FC    | 0-3 | Mons Calpe SC     | Jueves 12 de mayo de 2016     | Estadio Victoria |
| FC Hound Dogs | 0-5 | Red Imps          | Domingo 15 de mayo de 2016    |                  |

| College 75        | 0-10 | Mons Calpe SC | Jueves 19 de mayo de 2016  | Estadio Victoria |
| Leo Parilla FC    | 0-1  | Olympique 13  | Jueves 19 de mayo de 2016  | Estadio Victoria |
| Red Imps          | 1-3  | Boca Juniors  | Viernes 20 de mayo de 2016 | Estadio Victoria |
| Europa Point FC   | 4-0  | FC Hound Dogs | Sábado 21 de abril de 2016 | Estadio Victoria |
| Gibraltar Phoenix | 3-0  | FC Magpies    | Sábado 21 de abril de 2016 | Estadio Victoria |
| Cannons FC        | 1-2  | Pegasus FC    | Sábado 21 de abril de 2016 | Estadio Victoria |

| Mons Calpe SC | 3-0 | Leo Parilla FC    | Miércoles 25 de mayo de 2016 | Estadio Victoria |
| Boca Juniors  | 0-3 | Europa Point FC   | Jueves 26 de mayo de 2016    | Estadio Victoria |
| FC Magpies    | 0-1 | Red Imps          | Jueves 26 de mayo de 2016    | Estadio Victoria |
| Olympique 13  | 2-2 | Gibraltar Phoenix | Viernes 27 de mayo de 2016   | Estadio Victoria |
| Pegasus FC    | 3-0 | College 75        | Sábado 28 de mayo de 2016    | Estadio Victoria |
| FC Hound Dogs | 3-0 | Cannons FC        | Sábado 28 de mayo de 2016    | Estadio Victoria |

### Máximos goleadores
Detalle de los máximos goleadores de la Segunda División de Gibraltar de acuerdo con los datos oficiales de la Asociación de Fútbol de Gibraltar
- Datos oficiales según la Página web oficial de la competición

| Jugador                 | Equipo            | Goles |
| ----------------------- | ----------------- | ----- |
| Fernando Cuesta Bakouri | Gibraltar Phoenix | 20    |
| Alex González           | Mons Calpe SC     | 16    |
| Marek Albert            | Europa Point FC   | 15    |
| Daniel Navarro Figueróa | Pegasus           | 14    |
| Sebastien Obei-Obengo   | Europa Point FC   | 11    |
| Ahmed Elshaib           | FC Magpies        | 11    |
| Dylan Hayes             | Leo Parilla FC    | 11    |
| Sergio Vásquez González | Mons Calpe SC     | 10    |

## Play-Off de ascenso y descenso
Fue disputado entre el Subcampeón  y el noveno clasificado de la Premier League. Luego de terminar el primer tiempo con ventaja, Britannia XI FC recibió dos goles en la segunda parte y condenó su descenso.
| Miércoles 31 de mayo de 2016 | Britannia XI FC | 1 - 2   | Mons Calpe SC                                 | Estadio Victoria, Gibraltar |  |
|                              | Gilory 2'       | Reporte | · 50' Vázquez González · 52' Vázquez González |                             |  |

| Mons Calpe SC Asciende a Premier League | Britannia XI FC Desciende a Segunda División |